# Coussapoa cinnamomea
Coussapoa cinnamomea är en nässelväxtart som beskrevs av José Cuatrecasas. Coussapoa cinnamomea ingår i släktet Coussapoa och familjen nässelväxter. Inga underarter finns listade i Catalogue of Life.